# Lingua norrena
La lingua norrena o nordico antico è una lingua germanica settentrionale successiva al proto-nordico e antenata delle varie lingue scandinave moderne. Il norreno era parlato dagli abitanti della Scandinavia e nei loro territori d'oltremare, nel periodo corrispondente all'epoca vichinga, la cristianizzazione della Scandinavia e il consolidamento dei regni scandinavi dal VII al XV secolo. Nell'VIII secolo la lingua protonordica si era evoluta nel norreno, che a sua volta si evolse nelle odierne lingue scandinave verso la fine del XIV secolo, sebbene siano stati ritrovati scritti in norreno del XV secolo.
Il norreno era diviso in tre dialetti: norreno occidentale, norreno orientale e gutnico antico. Il norreno occidentale e quello orientale formano un continuum dialettale, senza un nitido confine di separazione geografico. Per esempio, tratti del norreno orientale sono stati trovati nella Norvegia orientale, anche se la lingua norvegese antica sia classificata come derivata dal norreno occidentale, alcuni tratti del quale sono stati trovati anche nella Svezia occidentale. La maggior parte dei locutori del norreno orientale viveva nel territorio che corrisponde all'odierna Danimarca e Svezia.

Nel Grágás, codice islandese del XII secolo, è riportato che gli svedesi, i norvegesi e gli islandesi ed i dani parlavano la stessa lingua, la dǫnsk tunga ("lingua danese"; in norreno orientale dansk tunga). Un altro termine era norrœnt mál ("parlata nordica"). Le lingue odierne derivate dal norreno sono l'islandese, il faroese, il norvegese, il danese, lo svedese e altre varietà germaniche settentrionali. Tra queste, il norvegese, il danese e lo svedese mantengono una considerevole mutua intelligibilità mentre l'islandese è considerata la più vicina al norreno, sebbene ci siano grandi differenze soprattutto nella pronuncia. Anche il faroese presenta molte somiglianze con il norreno, ma è stato molto influenzato dal danese, dal norvegese e dal gaelico scozzese.

## Distribuzione geografica
L'islandese antico era molto vicino al norvegese antico, da cui è derivato per distaccamento nel corso del IX e X secolo. Insieme formano un gruppo definito nordico occidentale; il nordico orientale era parlato invece in Danimarca ed in Svezia e negli insediamenti russi, inglesi ed in Normandia.
Il dialetto gutnico antico era parlato nel Gotland ed in vari insediamenti ad est. Nel XI secolo era la lingua europea più diffusa, con un'estensione che andava dal Vinland ad occidente al fiume Volga ad oriente. In Russia sopravvisse più a lungo a Novgorod e si estinse nel XIII secolo.

## Discendenti moderni
I suoi discendenti moderni sono le lingue scandinave occidentali, l'islandese, il faroese, il norvegese e la lingua estinta norn delle isole Orcadi e delle Shetland e le lingue scandinave orientali, come il danese e lo svedese. Il norvegese deriva dal norreno occidentale (scandinavo occidentale), ma nel corso dei secoli è stato largamente influenzato dal norreno orientale (scandinavo orientale).
Tra queste lingue, l'islandese e il faroese hanno subito pochi cambiamenti rispetto al norreno negli ultimi mille anni, anche se, a causa del dominio danese sulle Fær Øer, il faroese è stato influenzato dal danese. Il norreno influenzò anche i dialetti inglesi e lo scots delle Lowland che contiene molte parole di origine norrena. Ha influenzato anche lo sviluppo del normanno.
Varie altre lingue, che non sono direttamente imparentate, sono state influenzate dal norreno, in particolare i dialetti normanni ed il gaelico scozzese. Il russo ed il finlandese/estone hanno anch'esse molte parole scandinave; il termine "russo" stesso deriva dai "Rus'", nome di una tribù norrena.

## Fonologia

### Vocali
In norreno le vocali avevano opposizione di quantità e per questo i fonemi vocali si possono considerare a coppie, ogni coppia formata da una vocale breve e dalla vocale lunga corrispondente. Nell'ortografia si usa distinguere le vocali lunghe con un accento acuto. Mentre il fonema /æ/ è sempre lungo, la sua controparte breve non ha valore fonematico, ma è una variante combinatoria di /e/. Il corrispondente lungo di /ɔ/ è confluito in /aː/ nel corso del XIII secolo.
|                 | Anteriori       | Anteriori   | Anteriori   | Anteriori | Posteriori | Posteriori |
| Non arrotondate | Non arrotondate | Arrotondate | Arrotondate |           | Posteriori | Posteriori |
| --------------- | --------------- | ----------- | ----------- | --------- | ---------- | ---------- |
| Chiuse          | i               | iː          | y           | yː        | u          | uː         |
| Semichiuse      | ɛ               | eː          | œ           | øː        | o          | oː         |
| Semiaperte      | ɛ               | eː          | œ           | øː        | ɔ          | ɔː         |
| Aperte          |                 | æː          |             |           | a          | aː         |

### Consonanti
Il norreno ha sei fonemi occlusivi. Di questi, /p/ si trova raramente ad inizio parola, /d/ e /b/ non si trovano mai tra due vocali, a causa degli allofoni fricativi della lingua proto-germanica (es. *b *[β] > v tra due vocali). Tra vocali posteriori il fonema /ɡ/ è realizzato come una fricativa sonora velare [ɣ].
|               | Labiali | Dentali | Alveolari | Palatali | Velari | Glottali |
| ------------- | ------- | ------- | --------- | -------- | ------ | -------- |
| Occlusive     | p b     |         | t d       |          | k ɡ    |          |
| Nasali        | m       |         | n         |          |        |          |
| Fricative     | f       | θ ð     | s         |          |        | h        |
| Approssimanti | w       |         |           | j        |        |          |
| Liquide       |         |         | r l       |          |        |          |

### Ortografia
L'ortografia standardizzata nel norreno fu creata nel XIX secolo ed è essenzialmente fonetica. La differenza più significativa è che la differenza non fonemica tra le fricative dentali sonore ed afone è marcata. Come menzionato sopra, le vocali lunghe vengono denotate con accenti acuti. La maggior parte delle altre lettere vengono scritte con lo stesso simbolo del fonema IPA, a parte le eccezioni mostrate nella tabella qui sotto.
| IPA  | Standard | Alternativo |
| ---- | -------- | ----------- |
| [ɔ]  | ǫ        | ö           |
| [æː] | æ        |             |
| [œ]  | ø        |             |
| [øː] | œ        | ǿ           |
| [θ]  | þ        |             |
| [w]  | v        |             |

## Grammatica
Il norreno è una lingua dalla flessione molto ricca. Gran parte della complessità grammaticale viene mantenuta nell'islandese moderno, mentre il norvegese moderno vede un sistema grammaticale più semplificato.
I sostantivi possono avere tre generi: maschile, femminile e neutro. I sostantivi, gli aggettivi e i pronomi vengono declinati in quattro casi: nominativo, genitivo, dativo e accusativo utilizzati in circa nove declinazioni "pratiche". Per ciò che concerne i sostantivi, il norreno presenta due numeri: singolare e plurale. Rispetto invece ai pronomi, si riscontrano tre numeri: singolare, plurale e - solo per la prima e la seconda persona - il duale.

### Declinazioni
1° declinazione
Comprende nomi solamente maschili e neutri con poche irregolarità.
Sostantivo maschile armr "braccio", cfr. inglese "arm", tedesco "Arm":
|            | Singolare | Plurale |
| Nominativo | armr      | armar   |
| Genitivo   | arms      | arma    |
| Dativo     | armi      | ǫrmum   |
| Accusativo | arm       | arma    |

Sostantivo neutro kyn "stirpe", cfr. ingl. "kin", latino "genus", "gens", "genero", greco antico "γίγνομαι", "γένος", "γονεύς", "γονάς":
|            | Singolare | Plurale |
| Nominativo | kyn       | kyn     |
| Genitivo   | kyns      | kynja   |
| Dativo     | kyni      | kynjum  |
| Accusativo | kyn       | kyn     |

2° declinazione
Comprende solo nomi femminili, degli antichi temi in -ō -wō -jō -iō.
Sostantivo femminile elfr "fiume":
|            | Singolare | Plurale |
| Nominativo | elfr      | elfar   |
| Genitivo   | elfar     | elfa    |
| Dativo     | elfi      | elfum   |
| Accusativo | elfi      | elfar   |

Sostantivo femminile dǫf "lancia":
|            | Singolare | Plurale |
| Nominativo | dǫf       | dafar   |
| Genitivo   | dafar     | dafa    |
| Dativo     | dǫf       | dǫfum   |
| Accusativo | dǫf       | dafar   |

3° declinazione
La terza declinazione comprende nomi maschili e femminili.
Sostantivo maschile staðr "luogo", cfr. ted. "Stadt" (città):
|            | Singolare | Plurale |
| Nominativo | staðr     | staðir  |
| Genitivo   | staðar    | staða   |
| Dativo     | stað      | stǫðum  |
| Accusativo | stað      | staði   |

Sostantivo femminile drótt "schiera":
|            | Singolare | Plurale |
| Nominativo | drótt     | dróttir |
| Genitivo   | dróttar   | drótta  |
| Dativo     | drótt     | dróttum |
| Accusativo | drótt     | dróttir |

Sostantivo maschile irr. gestr "ospite", cfr. lat. "hostis", ted. "Gast", ing. "guest":
|            | Singolare | Plurale |
| Nominativo | gestr     | gestir  |
| Genitivo   | gests     | gesta   |
| Dativo     | gesti     | gestum  |
| Accusativo | gest      | gesti   |

4° declinazione
La 4° declinazione comprende i nomi maschili, femminili e neutri terminanti in nasale
Sostantivo maschile hani "gallo", cfr. ted. "Hahn", ing. "hen" (gallina):
|            | Singolare | Plurale |
| Nominativo | hani      | hanar   |
| Genitivo   | hana      | hana    |
| Dativo     | hana      | hǫnum   |
| Accusativo | hana      | hana    |

Sostantivo femminile gata "strada":
|            | Singolare | Plurale |
| Nominativo | gata      | gǫtur   |
| Genitivo   | gǫtu      | gatna   |
| Dativo     | gǫtu      | gǫtum   |
| Accusativo | gǫtu      | gǫtur   |

Sostantivo neutro hjarta "cuore", cfr. ing. "heart", ted. "Herz", dan. "hjerte", latino "cor", greco antico "καρδία", "κῆρ":
|            | Singolare | Plurale |
| Nominativo | hjarta    | hjǫrtu  |
| Genitivo   | hjarta    | hjartna |
| Dativo     | hjarta    | hjǫrtum |
| Accusativo | hjarta    | hjǫrtu  |

5° e 6° declinazione
La 5° e la 6° declinazione comprendono unicamente temi radicali, ovvero temi terminanti per consonante. La 5° comprende unicamente sostantivi femminili e la 6° unicamente maschili.
Sostantivo femminile (5° decl.) brók "calzoni", cfr. lat. "bragae":
|            | Singolare | Plurale |
| Nominativo | brók      | brœkr   |
| Genitivo   | brókar    | bróka   |
| Dativo     | brók      | brókum  |
| Accusativo | brók      | brœkr   |

Sostantivo maschile (6° decl.) fótr "piede", cfr. ing. "foot", ted. "Fuß", nl. "voet", latino "pes", greco antico "ποῦς":
|            | Singolare | Plurale |
| Nominativo | fótr      | fœtr    |
| Genitivo   | fótar     | fóta    |
| Dativo     | fǿti      | fótum   |
| Accusativo | fót       | fœtr    |

7° declinazione
La 7° declinazione comprende solamente nomi maschili con tema in -u.
Sostantivo maschile vǫllr "campo", cfr. ted. "Feld", inglese "field":
|            | Singolare | Plurale |
| Nominativo | vǫllr     | vellir  |
| Genitivo   | vallar    | valla   |
| Dativo     | velli     | vǫllum  |
| Accusativo | vǫll      | vǫllu   |

8° declinazione
L'8° declinazione comprende nomi maschili e femminili con tema in -r.
Sostantivo maschile faðir "padre", cfr. ing. "father", lat. "pater", greco antico "πατήρ", ita. "padre", ted. "Vater", ecc.:
|            | Singolare   | Plurale |
| Nominativo | faðir       | feðr    |
| Genitivo   | fǫður       | feðra   |
| Dativo     | fǫður, feðr | feðrum  |
| Accusativo | fǫður       | feðr    |

Sostantivo femminile móðir "madre", cfr. ingl. "mother", lat. "mater", greco antico "μήτηρ" ita. "madre", ted. "Mutter", ecc.:
|            | Singolare   | Plurale |
| Nominativo | móðir       | mœðr    |
| Genitivo   | móður       | mœðra   |
| Dativo     | móður, mǿðr | mœðrum  |
| Accusativo | móður       | mǿðr    |

9° declinazione
La nona declinazione comprende i sostantivi derivati dai verbi (participio presente). Alcuni participi si sono con il tempo trasformati in veri e propri sostantivi, tali sono: bóndi "contadino", fjándi "nemico" (cfr. ted. "Feind") e frændi "parente" (cfr. ted. "Freund" e ing. "friend", amico)
Participio pres. sostantivato gefandi "donatore" dal verbo gefa "dare" (cfr. ing. "give", ted. "geben", nl. "geven", dare):
|            | Singolare | Plurale  |
| Nominativo | gefandi   | gefendr  |
| Genitivo   | gefanda   | gefanda  |
| Dativo     | gefanda   | gefǫndum |
| Accusativo | gefanda   | gefendr  |

Sostantivo (un tempo participio) bóndi:
|            | Singolare | Plurale |
| Nominativo | bóndi     | bœndr   |
| Genitivo   | bónda     | bónda   |
| Dativo     | bónda     | bǫndum  |
| Accusativo | bónda     | bœndr   |

### Articolo
Nel norreno "classico" l'articolo non esisteva, tuttavia dopo l'anno 1000 fu introdotto inn come articolo determinativo sia enclitico (se accompagnava un sostantivo) che non (se accompagnava un aggettivo)
In epoca ancora più tarda venne introdotto anche la forma dimostrativa hinn "quello".
Inn in forma proclitica (cioè accompagnando gli aggettivi) aveva una declinazione.
L'articolo maschile inn:
|            | Singolare | Plurale |
| Nominativo | inn       | inir    |
| Genitivo   | ins       | inna    |
| Dativo     | inum      | inum    |
| Accusativo | inn       | ina     |

L'articolo femminile in:
|            | Singolare | Plurale |
| Nominativo | in        | inar    |
| Genitivo   | innar     | inna    |
| Dativo     | inni      | inum    |
| Accusativo | ina       | inar    |

L'articolo neutro it, cfr. ing. "it":
|            | Singolare | Plurale |
| Nominativo | it        | in      |
| Genitivo   | ins       | inna    |
| Dativo     | inu       | inum    |
| Accusativo | it        | in      |

Una caratteristica peculiare delle lingue scandinave è data dal fatto che normalmente l'articolo determinativo viene attaccato alla fine del sostantivo a cui l'articolo stesso si riferisce, per esempio: hestr "un cavallo" diventa hestrinn (hestr+inn) "il cavallo". La regola base è quindi che l'articolo determinativo segue il caso del sostantivo a cui si riferisce. Quando un sostantivo - o la sua desinenza - finisce con una vocale, la -i- iniziale dell'articolo cade. Ad esempio, il dativo singolare di hestrinn "il cavallo" è hestinum (hesti+inum: notiamo che la -i- dell'articolo inum cade, poiché la desinenza del sostantivo in caso dativo termina per vocale).
Inn in forma enclitica (cioè accompagnando i sostantivi) ha una declinazione.
L'articolo maschile -inn:
|            | Singolare | Plurale |
| Nominativo | -(i)nn    | -(i)nir |
| Genitivo   | -(i)ns    | -nna    |
| Dativo     | -(i)num   | -num    |
| Accusativo | -(i)nn    | -(i)na  |

Quindi, se prendiamo ad esempio il sostantivo maschile "hestr" (cavallo) avremo:
| hestr + inn |            |           |
| Singolare   | Nominativo | hestrinn  |
|             | Genitivo   | hestsins  |
|             | Dativo     | hestinum  |
|             | Accusativo | hestinn   |
| Plurale     | Nominativo | hestarnir |
|             | Genitivo   | hestanna  |
|             | Dativo     | hestunum  |
|             | Accusativo | hestana   |

L'articolo femminile -in:
|            | Singolare | Plurale |
| Nominativo | -(i)n     | -nar    |
| Genitivo   | -(i)nnar  | -nna    |
| Dativo     | -(i)nni   | -num    |
| Accusativo | -(i)na    | -nar    |

Quindi, se prendiamo ad esempio il sostantivo femminile "kona" (donna) avremo:
| kona + in |            |           |
| Singolare | Nominativo | konan     |
|           | Genitivo   | konunnar  |
|           | Dativo     | konunni   |
|           | Accusativo | konuna    |
| Plurale   | Nominativo | konurnar  |
|           | Genitivo   | kvennanna |
|           | Dativo     | konunum   |
|           | Accusativo | konurnar  |

L'articolo neutro -it, cfr. ing. "it":
|            | Singolare | Plurale |
| Nominativo | -(i)t     | -(i)n   |
| Genitivo   | -(i)ns    | -nna    |
| Dativo     | -(i)nu    | -num    |
| Accusativo | -(i)t     | -(i)n   |

Quindi, se prendiamo ad esempio il sostantivo neutro "barn" (bambino) avremo:
| barn + it |            |          |
| Singolare | Nominativo | barnit   |
|           | Genitivo   | barnsins |
|           | Dativo     | barninu  |
|           | Accusativo | barnit   |
| Plurale   | Nominativo | bǫrnin   |
|           | Genitivo   | barnanna |
|           | Dativo     | bǫrnunum |
|           | Accusativo | bǫrnin   |

Riguardo all'articolo determinativo, riassumendo, notiamo che:
- la -i- dell’articolo cade sempre nel nom. pl. masch. e nel nom./acc. pl. femm. Per esempio: hestarnir (hestar+inir); hallirnar (hallir+inar); konurnar (konur+inar).
- nel dat. pl., i nomi perdono la finale -m della desinenza -um, e l’articolo perde la sua -i- iniziale. Per esempio: konungunum (konungum+inum); mǫnnunum (mǫnnum+inum); hǫllunum (hǫllum+inum); e bǫrnunum (bǫrnum+inum).
- rispetto ai sostantivi di una sillaba che finiscono in vocale, come á (fiume), brú (ponte) e bú (fattoria), l’articolo non perde la -i- se quest’ultimo, a sua volta, consiste di una sillaba. Quindi il nom. sg. femm. á + l’articolo in diventa áin, altrimenti la -i- cade come al solito. Per esempio: il dat.sg á + inni diventa ánni perché l’articolo inni ha più di una sillaba, per cui la -i- dell’articolo cade normalmente.
- il sostantivo maðr ha delle forme speciali il nom. pl. mennirnir e l’acc. pl. mennina.

L'articolo indeterminativo non esisteva in norreno: al suo posto si poteva utilizzare invece il numerale einn "uno", ma più spesso si tralasciava del tutto.

### Aggettivi
Gli aggettivi a differenza dei sostantivi seguivano solo tre declinazioni.
Si distinguevano in forti e deboli, gli aggettivi deboli si utilizzivano:
- Se l'aggettivo è di grado comparativo.
- Se l'aggettivo è posposto al sostantivo: maðr góði «uomo buono».
- Se si trova in caso vocativo: góði maðr «o buon uomo».
- Se è preceduto dall'articolo: inn góði maðr «il buon uomo».
- Se si trova in forma determinativa (con l'articolo determinativo enclitico): góði maðrinn «il buon uomo»

La declinazione forte si utilizzava in tutti gli altri casi, ed era uguale alle prime tre dei sostantivi.
Declinazione debole
Aggettivo spaki "il saggio"
|           | Caso       | Maschile | Femminile | Neutro |
| --------- | ---------- | -------- | --------- | ------ |
| Singolare | Nominativo | spaki    | spaka     | spaka  |
|           | Genitivo   | spaka    | spǫku     | spaka  |
|           | Dativo     | spaka    | spǫku     | spaka  |
|           | Accusativo | spaka    | spǫku     | spaka  |
| Plurale   | Nominativo | spǫku    | spǫku     | spǫku  |
|           | Genitivo   | spǫku    | spǫku     | spǫku  |
|           | Dativo     | spǫkum   | spǫkum    | spǫkum |
|           | Accusativo | spǫku    | spǫku     | spǫku  |

#### Aggettivi comparativi e superlativi
Gli aggettivi comparativi hanno solo la declinazione debole, i superlativi le hanno entrambe.
La comparazione avviene ampliando il tema con il suffisso -ar (cfr. ingl. -er) dopo il quale viene la declinazione regolare, i superlativi ampliandolo con il suffisso -ast (cfr. ingl. -est) dopo il quale viene la declinazione regolare. I suffissi possono anche essere (in alcuni aggettivi) sincopati.
Es: fagr "bello" diviene al comparativo fegri e al superlativo fegrstr.

### Avverbi
In norreno vi è un grande numero di avverbi tratti principalmente da aggettivi forti. Generalmente sono indeclinabili.
Il comparativo e il superlativo degli avverbi funziona in egual modo che con gli aggettivi.

### Pronomi

#### Pronomi personali
I pronomi personali in norreno si declinano come i sostantivi. Tuttavia la 1° e la 2° persona, oltre al singolare e al plurale, presenta un terzo numero: il duale.
1° persona:
| Casi       | Singolare | Duale    | Plurale  |
| ---------- | --------- | -------- | -------- |
| nominativo | ek, jak*  | vit, mit | vér, mér |
| genitivo   | mín       | okkar    | vár      |
| dativo     | mér       | okkr     | oss, øss |
| accusativo | mik       | okkr     | oss, øss |

*forma arcaica di ek, utilizzata in ogni caso nel dialetto norreno orientale
2° persona:
| Casi       | Singolare | Duale   | Plurale  |
| ---------- | --------- | ------- | -------- |
| nominativo | þú        | it, þit | ér, þér  |
| genitivo   | þín       | ykkar   | yðvár    |
| dativo     | þér       | ykkr    | oss, yðr |
| accusativo | þik       | ykkr    | yðr      |

3° persona:
|           | Casi       | Maschile | Femminile     | Neutro   |
| --------- | ---------- | -------- | ------------- | -------- |
| Singolare | nominativo | hann     | hon, hón, hún | þat      |
|           | genitivo   | hans     | hennar        | þess     |
|           | dativo     | honum    | henni         | því,þí   |
|           | accusativo | hann     | hana          | þat      |
| Plurale   | nominativo | þeir     | þær           | þau      |
|           | genitivo   | þeir(r)a | þeir(r)a      | þeir(r)a |
|           | dativo     | þeim     | þeim          | þeim     |
|           | accusativo | þá       | þær           | þau      |

#### Pronomi riflessivi
Il pronome riflessivo in norreno è sik "sé, sé stesso". Manca naturalmente del nominativo, ma si usa per tutti e tre i numeri.
| Casi       | Sing., duale, plur. |
| ---------- | ------------------- |
| genitivo   | sín                 |
| dativo     | sér                 |
| accusativo | sik                 |

L'accusativo sik è anche impiegato nella formazione del medio-passivo nei verbi.

#### Pronomi possessivi
I pronomi possessivi singolari, in norreno, hanno una declinazione identica per tutte le persone, cambia solamente la lettera iniziale. Nella 1ª persona è minn "mio"
Nella 2ª persona è þinn "tuo"
Nella 3ª persona è sinn "suo".
I pronomi possessivi si declinano come gli aggettivi forti, tranne per l'accusativo maschile singolare, in cui la desinenza è -n.
È molto importante tuttavia notare che il pronome personale "sinn", si utilizza sia per la 3 persona singolare che per la 3 persona plurale. Per cui sinn potrebbe essere tradotto come "suo (di lui)", nel caso si utilizzi come pronome personale in 3 persona singolare, oppure come "suo (di loro)/loro" nel caso si utilizzi come pronome personale in 3 persona plurale.
| minn      | minn       | minn     | minn      | minn   |
|           | Casi       | Maschile | Femminile | Neutro |
| --------- | ---------- | -------- | --------- | ------ |
| Singolare | Nominativo | minn     | mín       | mitt   |
|           | Genitivo   | míns     | minnar    | míns   |
|           | Dativo     | mínum    | minni     | mínu   |
|           | Accusativo | minn     | mína      | mitt   |
| Plurale   | Nominativo | mínir    | mínar     | mín    |
|           | Genitivo   | minna    | minna     | minna  |
|           | Dativo     | mínum    | mínum     | mínum  |
|           | Accusativo | mína     | mínar     | mín    |

| þinn      | þinn       | þinn     | þinn      | þinn   |
|           | Casi       | Maschile | Femminile | Neutro |
| --------- | ---------- | -------- | --------- | ------ |
| Singolare | Nominativo | þinn     | þín       | þitt   |
|           | Genitivo   | þíns     | þinnar    | þíns   |
|           | Dativo     | þínum    | þinni     | þínu   |
|           | Accusativo | þinn     | þína      | þitt   |
| Plurale   | Nominativo | þínir    | þínar     | þín    |
|           | Genitivo   | þinna    | þinna     | þinna  |
|           | Dativo     | þínum    | þínum     | þínum  |
|           | Accusativo | þína     | þínar     | þín    |

| sinn      | sinn       | sinn     | sinn      | sinn   |
|           | Casi       | Maschile | Femminile | Neutro |
| --------- | ---------- | -------- | --------- | ------ |
| Singolare | Nominativo | sinn     | sín       | sitt   |
|           | Genitivo   | síns     | sinnar    | síns   |
|           | Dativo     | sínum    | sinni     | sínu   |
|           | Accusativo | sinn     | sína      | sitt   |
| Plurale   | Nominativo | sínir    | sínar     | sín    |
|           | Genitivo   | sinna    | sinna     | sinna  |
|           | Dativo     | sínum    | sínum     | sínum  |
|           | Accusativo | sinn     | sínar     | sín    |

I pronomi possessivi plurali in norreno esistono per la 1ª e la 2ª pers. nei tre generi.
1° persona plurale "nostro"
| Casi             | Maschile    | Femminile   | Neutro      |
| ---------------- | ----------- | ----------- | ----------- |
| Nominativo sing. | vár         | vö́r, ór     | várt        |
| genitivo sing.   | várs        | várrar      | várs        |
| dativo sing.     | vö́rom, órom | várre       | vö́ro, óro   |
| accusativo sing. | várn        | vára, óra   | várt        |
| Nominativo duale | okkarr      | okkor       | okkart      |
| Genitivo duale   | okkars      | okkarrar    | okkars      |
| Dativo duale     | okkrom      | okkarri     | okkro       |
| Accusativo duale | okkarn      | okkra       | okkart      |
| nominativo plur. | várer, órer | várar, órar | vö́r, ór     |
| genitivo plur.   | várra       | várra       | várra       |
| dativo plur.     | vö́rom, órom | vö́rom, órom | vö́rom, órom |
| accusativo plur. | vára, óra   | várar, órar | vö́r, ór     |

2° persona plurale "vostro"
| Casi             | Maschile | Femminile | Neutro  |
| ---------------- | -------- | --------- | ------- |
| Nominativo sing. | yðvarr   | yðor      | yðvart  |
| genitivo sing.   | yðvars   | yðvarrar  | yðvars  |
| dativo sing.     | yðrom    | yðvarre   | yðro    |
| accusativo sing. | yðvarn   | yðra      | yðvart  |
| Nominativo duale | ykkarr   | ykkor     | ykkart  |
| Genitivo duale   | ykkars   | ykkarrar  | ykkars  |
| Dativo duale     | ykkrom   | ykkarri   | ykkro   |
| Accusativo duale | ykkarn   | ykkra     | ykkart  |
| nominativo plur. | yðrer    | yðrar     | yðor    |
| genitivo plur.   | yðvarra  | yðvarra   | yðvarra |
| dativo plur.     | yðrom    | yðrom     | yðrom   |
| accusativo plur. | yðra     | yðrar     | yðor    |

#### Pronomi dimostrativi, interrogativi ed indefiniti
In norreno esistevano molti altri tipi di pronomi tutti declinabili ecco una lista (senza declinazione) dei più comuni.

##### Pronomi dimostrativi
- sá "quello"

|           | Casi       | Maschile | Femminile | Neutro |
| --------- | ---------- | -------- | --------- | ------ |
| Singolare | Nominativo | sá       | sú        | þat    |
|           | Genitivo   | þess     | þeir(r)a  | þess   |
|           | Dativo     | þeim     | þeir(r)i  | því/þí |
|           | Accusativo | þann     | þá        | þat    |
| Plurale   | Nominativo | þeir     | þær       | þau    |
|           | Genitivo   | þeira    | þeira     | þeira  |
|           | Dativo     | þeim     | þeim      | þeim   |
|           | Accusativo | þá       | þær       | þau    |

- þessi "questo"

|           | Casi       | Maschile         | Femminile          | Neutro           |
| --------- | ---------- | ---------------- | ------------------ | ---------------- |
| Singolare | Nominativo | þessi/sjá        | þessi/sjá          | þetta            |
|           | Genitivo   | þessa            | þessar(r)ar/þessar | þessa            |
|           | Dativo     | þessum/þeima     | þessar(r)i/þessi   | þessu/þvísa      |
|           | Accusativo | þenna            | þessa              | þetta            |
| Plurale   | Nominativo | þessir           | þessar             | þessi            |
|           | Genitivo   | þessa/þessar(r)a | þessa/þessar(r)a   | þessa/þessar(r)a |
|           | Dativo     | þessum/þeima     | þessum/þeima       | þessum/þeima     |
|           | Accusativo | þessa            | þessar             | þessi            |

- hinn "quello"

##### Pronomi interrogativi
- hvat "che cosa?"
- hverr "chi?"
- hvárr "chi dei due?
- hvar "dove"?
- hvilikr "come?"

##### Pronomi indefiniti
- einnhverr "chiunque"
- eitthvat "qualsiasi cosa"
- nakvarr "qualcuno"
- nøkkorr "chiunque"
- einn "un tale"
- sumr "qualche"
- engi, neinn "nessuno"
- hvárgi "nessuno tra due"
- man(n)gi "nessun uomo"
- vetki "nulla, niente"
- maðr "uno, un tale"
- hvergi, hvárgi "ogni, ognuno"
- hvárr "ognuno (fra due)"
- hverr "ognuno (fra molti)"
- annarr hvárr, annarr tveggja "uno dei due"
- hvárr tveggja "ognuno dei due, tutti e due"
- hvat, hvatki, hvatvetni "ogni cosa, tutto"

#### Pronomi relativi
Inizialmente il norreno non aveva alcuna forma di pronome relativo. Si provvide in parte facendo ricorso ai pronomi interrogativi hvat, hverr e hvílíkr, oppure al pronome dimostrativo sá.
In epoca più tarda si diffuse l'uso delle particelle invariabili es/er e sem. Queste erano di solito precedute dal dimostrativo sá, sú, þat che serve per indicare il genere. Ad esempio: sa es «colui che», anche ridotto in sa's.
Non infrequente, in ogni caso, l'uso norreno di tralasciare il pronome relativo.

### Preposizioni, congiunzioni e altro

#### Preposizioni
- Reggono il dativo: af "da, fuori", frá "da", gegn "contro", hjá "presso", ór/úr "fuori da". Reggono il dativo (se indicano lo stato) o l'accusativo (se indicano il moto): at "presso", á "in", eptir/ept "dopo", fyrir/fyr "davanti" "prima", í "in", mið "con", undir/und "sotto", við "con", yfir "sopra".
- Reggono il genitivo: meðal "in mezzo", milli "in mezzo", til "verso"

#### Congiunzioni
- Le congiunzioni copulative sono: ok "e", né "né", enda "anche".
- Le congiunzioni avversative sono: en "ma", heldr "però, piuttosto".
- Le congiunzioni disgiuntive sono: eða/eðr "o", ella/ellagar "oppure".
- Congiunzione privativa è nema "a meno che" (lett. "prendere").
- Congiunzione comparativa è en/an "che".
- Congiunzione modale è sem "come".
- Congiunzione causali sono: alls "poiché", því "perché", því at "per il fatto che".
- Le concessive sono rappresentate da þó "sebbene" e þótt "sebbene".
- La principale congiunzione consecutiva è svá at, svát "cosicché".
- Particella interrogativa è hvart oppure "ef" "se".
- Congiunzioni temporali sono: þegar er "non appena", síðan er "dopo che", meðan er "mentre".
- Congiunzione rafforzativa è of "proprio", che trova impiego nei testi poetici e giuridici più arcaici e non ha un significato preciso. Di solito in traduzione si tralascia. Per esempio: hann of sá "egli proprio vide".

#### Interiezioni
Le interiezioni più comuni sono: já/jú "sì", nei/ekki "no", vei "guai!", aví "ahimè!", hæ "orsù!"

#### Particelle negative
Il norreno dispone di particelle negative soprattutto enclitiche, quali -a/-at "non". La particella -gi/-ge "non" diventa -ki/-ke quando è unita a una parola che termina per -s o per -t (cfr. vetki "nulla").
Nella tarda prosa trovano impiego sempre più ampio le negazioni ekki/ekke "non" ed eigi "non". In luogo di quest'ultimo si ha anche la scrittura ei.
E per ultima la negazione proclitica ne "non" usata soprattutto in poesia, e rimasta in aggettivi distributivi composti del tipo nakkvarr "qualcuno" o neinn "nessuno".

### Verbi
I verbi norreni come nelle altre lingue germaniche si distinguono in forti e deboli.
In norreno vi sono cinque modi: tre finiti (indicativo, ottativo, anche detto congiuntivo e imperativo) e due indefiniti (infinito, participio). L'indicativo e l'ottativo hanno due tempi (presente e passato) coniugati in sei persone (uguali a quelli italiano) e in due diatesi (attiva e medio-passiva).
I verbi forti formano il passato direttamente aggiungendo una desinenza alla radice al contrario i verbi deboli formano il passato interponendo tra radice e desinenza una consonante dentale.

#### Verbi forti
I verbi forti si coniugano seguendo 4 coniugazioni "tipo".

##### Modi indefiniti
|         | Infinito | Imperativo |
| ------- | -------- | ---------- |
| colpire | skjóta   | skjót      |
| aiutare | hjálpa   | hjálp      |
| vedere  | sjá      | sí         |

- L'infinito si forma con la desinenza -a
- L'imperativo si forma direttamente dalla radice pura dell'infinito privata della desinenza -a

##### Modi definiti
Indicativo presente
L'indicativo presente si forma partendo dalla radice dell'infinito e modificandola secondo complesse regole fonologiche:
| Radice   | Metafonia vocalica (della radice) | Desinenze |              |
| -------- | --------------------------------- | --------- | ------------ |
| infinito | Metafonia palatale                | /         | 1° singolare |
| infinito | Metafonia palatale                | -r        | 2° singolare |
| infinito | Metafonia palatale                | -r        | 3° singolare |
| infinito | Metafonia labiale                 | -um       | 1° plurale   |
| infinito | Metafonia labiale                 | -ið       | 2° plurale   |
| infinito | Metafonia labiale                 | -a        | 3° plurale   |

Come in Italiano i verbi si coniugano con i pronomi personali e delle desinenze (elencate nella tabella qui sopra)
Indicativo passato
L'indicativo passato si forma partendo dalla radice dell'infinito e modificandola secondo complesse regole fonologiche:
| Radice   | Metafonia vocalica (della radice) | Desinenze |              |
| -------- | --------------------------------- | --------- | ------------ |
| infinito | Metafonia labiale                 | /         | 1° singolare |
| infinito | Metafonia labiale                 | -t        | 2° singolare |
| infinito | Metafonia labiale                 | /         | 3° singolare |
| infinito | Metafonia labiale                 | -om       | 1° plurale   |
| infinito | Metafonia labiale                 | -oð       | 2° plurale   |
| infinito | Metafonia labiale                 | -o        | 3° plurale   |

Come in Italiano i verbi si coniugano con i pronomi personali e delle desinenze (elencate nella tabella qui sopra)

##### Ottativo
L'ottativo come l'indicativo si distingue in presente e passato.
Ottativo presente
| Radice   | Metafonia vocalica (della radice) | Desinenze |              |
| -------- | --------------------------------- | --------- | ------------ |
| infinito | Metafonia labiale                 | -a        | 1° singolare |
| infinito | Metafonia labiale                 | -ir       | 2° singolare |
| infinito | Metafonia labiale                 | -i        | 3° singolare |
| infinito | Metafonia labiale                 | -im       | 1° plurale   |
| infinito | Metafonia labiale                 | -ið       | 2° plurale   |
| infinito | Metafonia labiale                 | -i        | 3° plurale   |

Ottativo passato
| Radice   | Metafonia vocalica (della radice) | Desinenze |              |
| -------- | --------------------------------- | --------- | ------------ |
| infinito | Metafonia palatale                | -a        | 1° singolare |
| infinito | Metafonia palatale                | -ir       | 2° singolare |
| infinito | Metafonia palatale                | -i        | 3° singolare |
| infinito | Metafonia palatale                | -im       | 1° plurale   |
| infinito | Metafonia palatale                | -ið       | 2° plurale   |
| infinito | Metafonia palatale                | -i        | 3° plurale   |

#### Verbi deboli
I verbi deboli formano i tempi passati interponendo tra radice e desinenza una dentale.

##### Modi indefiniti
|           | Infinito | Imperativo |
| --------- | -------- | ---------- |
| dire      | telja    | tel        |
| chiamare  | kalla    | kalla      |
| svegliare | vaka     | vaki       |

- L'infinito si forma con la desinenza -a
- L'imperativo si forma direttamente dalla radice pura dell'infinito privata della desinenza -a

##### Modi definiti
Indicativo presente
L'indicativo presente si forma partendo dalla radice dell'infinito e modificandola secondo complesse regole fonologiche:
| Radice   | Metafonia vocalica (della radice) | Desinenze |              |
| -------- | --------------------------------- | --------- | ------------ |
| infinito | Metafonia palatale                | -i        | 1° singolare |
| infinito | Metafonia palatale                | -ir       | 2° singolare |
| infinito | Metafonia palatale                | -ir       | 3° singolare |
| infinito | Metafonia labiale                 | -om       | 1° plurale   |
| infinito | Metafonia labiale                 | -ið       | 2° plurale   |
| infinito | Metafonia labiale                 | -a        | 3° plurale   |

Come in Italiano i verbi si coniugano con i pronomi personali e delle desinenze (elencate nella tabella qui sopra).
Indicativo passato
L'indicativo passato si forma partendo dalla radice dell'infinito e modificandola secondo complesse regole fonologiche:
| Radice   | Metafonia vocalica (della radice) | dentale interposta | Desinenze |              |
| -------- | --------------------------------- | ------------------ | --------- | ------------ |
| infinito | Metafonia labiale                 | -ð-                | -a        | 1° singolare |
| infinito | Metafonia labiale                 | -ð-                | -ir       | 2° singolare |
| infinito | Metafonia labiale                 | -ð-                | -i        | 3° singolare |
| infinito | Metafonia labiale                 | -ð-                | -um       | 1° plurale   |
| infinito | Metafonia labiale                 | -ð-                | -uð       | 2° plurale   |
| infinito | Metafonia labiale                 | -ð-                | -u        | 3° plurale   |

Come in Italiano i verbi si coniugano con i pronomi personali e delle desinenze (elencate nella tabella qui sopra)

##### Ottativo
L'ottativo come l'indicativo si distingue in presente e passato.
Ottativo presente
| Radice   | Metafonia vocalica (della radice) | Desinenze |              |
| -------- | --------------------------------- | --------- | ------------ |
| infinito | Metafonia labiale                 | -a        | 1° singolare |
| infinito | Metafonia labiale                 | -ir       | 2° singolare |
| infinito | Metafonia labiale                 | -i        | 3° singolare |
| infinito | Metafonia labiale                 | -im       | 1° plurale   |
| infinito | Metafonia labiale                 | -ið       | 2° plurale   |
| infinito | Metafonia labiale                 | -i        | 3° plurale   |

Ottativo passato
| Radice   | Metafonia vocalica (della radice) | dentale interposta | Desinenze |              |
| -------- | --------------------------------- | ------------------ | --------- | ------------ |
| infinito | Metafonia labiale                 | -ð-                | -a        | 1° singolare |
| infinito | Metafonia labiale                 | -ð-                | -ir       | 2° singolare |
| infinito | Metafonia labiale                 | -ð-                | -i        | 3° singolare |
| infinito | Metafonia labiale                 | -ð-                | -im       | 1° plurale   |
| infinito | Metafonia labiale                 | -ð-                | -ið       | 2° plurale   |
| infinito | Metafonia labiale                 | -ð-                | -i        | 3° plurale   |

#### Participio
Anche il participio in norreno si divide tra i verbi deboli e forti.
Per vederne la declinazione nominativa si vada alla 9ª declinazione.

##### Participio passato
Nei verbi forti si forma aggiungendo alla radice dell'infinito -inn.
Nei verbi deboli si forma aggiungendo alla radice dell'infinito -ðr.

##### Participio presente
Nei verbi forti si forma aggiungendo alla radice dell'infinito -andi.
Nei verbi deboli si forma interponendo tra la radice dell'infinito e la desinenza -andi la dentale -ð-.

## Testi
Le prime iscrizioni in norreno sono scritte in alfabeto runico e risalgono all'VIII secolo, e questo alfabeto fu usato fino al XV secolo.
Con la conversione al Cristianesimo nell'XI secolo si diffuse anche l'alfabeto latino. I testi più antichi in norreno scritti con quest'ultimo alfabeto risalgono alla metà del XII secolo.
Successivamente il norreno divenne il veicolo di trasmissione della letteratura vernacolare, unica nell'Europa medievale. La maggior parte delle opere sopravvissute furono scritte in Islanda, le più conosciute sono le saghe e la letteratura mitologica, ma sono state ritrovate anche traduzioni di romanzi cortesi, mitologia classica, l'antico testamento, ed anche trattati di grammatica e un grande numero di lettere e documenti ufficiali.

## Relazioni con le lingue germaniche
L'inglese, il tedesco, il nederlandese e altre lingue germaniche sono strettamente collegate al norreno e non è sorprendente che alcune parole nordiche suonino familiari a chi conosce una lingua germanica: per esempio armr e arm (ing.), Arm (ted.), arm (ned.) "braccio", fótr e foot (ing.), Fuß (ted.), voet (ned.) "piede", land e land (ing.), Land (ted.), land (ned.) "terra", fullr e full (ing.), voll (ted.), vol (ned.) "pieno", hanga e to hang (ing.), hängen (ted.), hangen (ned.) "appendere", standa e to stand (ing.), stehen (ted.), staan (ned.) "stare in/su dei piedi", taka e take (ing.) "prendere" (vocabolo specificamente nordico passato all'inglese), börn e born (ing.), geboren (ted.), geboren (ned.) "nato", ef e if (ing.), ob (ted.), of (ned.) "se", kylr e cold (ing.), kalt (ted.), koud (ned.) "freddo", kǫttr e cat (ing.), Katze (ted.), kat (ned.) "gatto", kyssa e kiss (ing.), küssen (ted.), kussen (ned.) "baciare", mús e mouse (ing.), Maus (ted.), muis (ned.) "topo", smár e small (ing.), schmal (ted.), smal (ned.) "piccolo/stretto", úti e out (ing.), aus (ted.), uit (ned.) "fuori", vaka e wake (ing.), wachen (ted.), wekken (ned.) "svegliare", upp e up (ing.), auf (ted.), op (ned.) "sopra", ulfr e wolf (ing.), Wolf (ted.), wolf (ned.) "lupo", trúa e true (ing.), treu (ted.), getrouw (ned.) "fedele", rinna e run (ing.), rennen (ted.), rennen (ned.) "correre", já e yes (ing.), ja (ted.), ja (ned.) "sì", hafa e have (ing.), haben (ted.), hebben (ned.) "avere", geta e get (ing.) "ricevere, prendere" (vocabolo specificamente nordico passato all'inglese), egg e egg (ing.) "uovo" (vocabolo specificamente nordico passato all'inglese), hellefo e eleven (ing.), elf (ted.), elf (ned.) "undici", bók e book (ing.), Buch (ted.), boek (ned.) "libro", eta e eat (ing.), essen (ted.), eten (ned.) "mangiare", grund e ground (ing.), Grund (ted.), grond (ned.) "terra", deyja e die (ing.) "morire" (vocabolo specificamente nordico passato all'inglese).
Questa somiglianza è data dalla provenienza comune di queste lingue, il protogermanico. Ma in più, un gran numero di parole del norreno sono finite anche nell'inglese per opera dei Vichinghi: infatti questo popolo fra il IX e il X secolo invase la Gran Bretagna e l'antico inglese parlato nell'isola cominciò ad assimilare parole nordiche come get, egg, sky, leg, skull, skirt, they/them, take, big, die ecc.

## Dialetti
Quando il protonorreno si è evoluto nel norreno, nel corso dell'VIII secolo, gli effetti dell'Umlaut (o metafonia) variarono geograficamente. I tipici mutamenti metafonetici (per esempio fylla da *fullian) erano più forti nell'ovest mentre gli esiti di frattura (per esempio hiarta da *herto) erano maggiormente presenti nell'est. Questa differenza è la principale ragione dietro la dialettizzazione che ebbe luogo nel IX e X secolo dando forma ad un antico nordico occidentale in Norvegia e negli insediamenti nell'Atlantico e un antico nordico orientale in Danimarca e Svezia.
Una seconda differenza era che gli antichi dittonghi generalmente diventavano monottonghi nel dialetto orientale. Per esempio la parola stain divenne sten, mentre mantenne il dittongo nella forma steinn di quello occidentale. Nell'antico gutnico questo dittongo rimase. Una somiglianza fra quest'ultima lingua e il dialetto occidentale era che entrambi mantennero il dittongo au, come ad esempio in auga, che nella variante occidentale divenne øgha. Similmente il dittongo ey, conservato in area occidentale ad esempio nella parola heyra, a est divenne ø, nell'equivalente høra, mentre nell'antico gutnico passò ad oy, come in hoyra.
| norreno occidentale                        | antico gutnico   | norreno orientale |
| ------------------------------------------ | ---------------- | ----------------- |
| auga "occhio" stein "pietra" heyra "udito" | auga stain hoyra | øgha sten høra    |

Una terza differenza era che il norreno occidentale perse certe combinazioni di consonanti in favore di raddoppiamenti: ad esempio le combinazioni -mp-, -nt-, e -nk- furono assimilate in -pp-, -tt- e -kk-, e questo fenomeno avvenne in modo minore nel dialetto orientale.
| norreno occidentale                            | norreno orientale |
| ---------------------------------------------- | ----------------- |
| sopp "fungo" bratt "precipizio" ekkia "vedova" | svamp brant ænkia |

Tuttavia queste differenze non erano tali da precludere la mutua comprensione. I dialetti rimanevano ancora molto simili e venivano ancora considerati parti della stessa lingua, definita generalmente dagli stessi parlanti lingua danese. Ad esempio:
(Snorri Sturluson, Ynglinga saga)
Qui abbiamo un confronto fra i due dialetti. Si tratta di una trascrizione da una delle Pietre runiche di Funbo (U990) che significa:
(Italiano)
(Dialetto occidentale)
(Dialetto orientale)

### Norreno occidentale
La maggior parte delle novità che apparvero nel dialetto occidentale si diffusero anche nell'area della lingua principale, ma alcune erano geograficamente limitate e crearono una differenza dialettale fra i due dialetti stessi. Una differenza era che quello occidentale non partecipo alla monottongazione che modificò æi/ei in e, øy/ey in ø e au in ø.
Una primitiva differenza era che l'occidentale aveva le forme bú ("dimora") e trú ("fede") mentre l'orientale aveva bó. L'occidentale era anche caratterizzato dall'umlaut sulla u che significava che per esempio il proto-norreno *tanþu era pronunciato tönn e tand in quello orientale. Inoltre ci sono state modifiche tratte dal proto norreno, ad esempio bekkr dall'antico *bankiaz.
Il primo frammento di testo che appare nelle iscrizioni runiche e nei poemi fu composto circa nel X secolo da Tjodolf da Hvin. I primi manoscritti sono del periodo 1150-1200 e trattano sia di argomenti legali, religiosi e storici. Durante il XII e XIII secolo, Trøndelag e Vestlandet furono le aree più importanti del Regno di Norvegia e diedero forma al dialetto occidentale come una lingua arcaica con una ricca dotazione di declinazioni. La versione occidentale rimase un dialetto uniforme, e ciò crea delle difficoltà nel distinguere se un testo sia stato scritto in antico islandese o in norvegese antico, e lo si definisce, per ovviare la problematica, norrœn tunga ("lingua norrena").
L'antico norvegese si differenziò prima dall'antico islandese per la perdita della consonante h nella posizione iniziale prima di l, n e r. Questo significò che mentre l'islandese aveva la parola hnefi ("pugno"), il norvegese aveva le corrispondenti næve e neve.
Circa nel XIV secolo la corte si spostò nel sud-est della Norvegia e la vecchia scrittura divenne antiquata. Dopo l'unificazione con la Svezia, circa nel 1319, l'antico svedese cominciò a influenzare il norvegese e la peste del 1350 circa segnò la fine dell'antica tradizione letteraria. L'influenza dal norreno orientale cominciò e continuò dopo l'unificazione con la Danimarca nel 1380.

#### Esempi di testo
Il testo seguente proviene dalla Egils saga. Il manoscritto è il più antico conosciuto per quella saga, così è chiamato frammento θ del XIII secolo. Il testo mostra anche che un lettore islandese moderno potrebbe avere qualche difficoltà con la forma originale del manoscritto.
| Il manoscritto nella forma originale | Lo stesso testo, ma in ortografia moderna standardizzata | Traduzione in islandese moderno |
| --- | --- | --- |
| ÞgeiR blundr systor s egils v þar aþingino & hafði gengit hart at liþueizlo við þst. h bað egil & þa þstein coma ser t staðfesto ut þangat a myrar h bio aðr fyr suNan huit a fyr neþan blundz vatn Egill toc uel aþui. oc fysti þst at þr leti h þangat fa ra. Egill setti þorgeir blund niðr at ana brecko En stein fǫrði bustað siN ut yf lang á. & settiz niðr at leiro lǫk. En egill reið hei suðr anes ept þingit m flocc siN. & skilðoz þr feðgar m kęrleic | Þorgeirr blundr, systursonr Egils, var þar á þinginu ok hafði gengit hart at liðveizlu við Þorstein. Hann bað Egil ok þá Þorstein koma sér til staðfestu út þangat á Mýrar; hann bjó áðr fyrir sunnan Hvítá, fyrir neðan Blundsvatn. Egill tók vel á því ok fýsti Þorstein, at þeir léti hann þangat fara. Egill setti Þorgeir blund niðr at Ánabrekku, en Steinarr fœrði bústað sinn út yfir Langá ok settisk niðr at Leirulæk. En Egill reið heim suðr á Nes eptir þingit með flokk sinn, ok skildusk þeir feðgar með kærleik. | Þorgeir blundur, systursonur Egils, var þar á þinginu og hafði gengið hart að liðveislu við Þorstein. Hann bað Egil og þá Þorstein að koma sér til staðfestu út þangað á Mýrar; hann bjó áður fyrir sunnan Hvítá, fyrir neðan Blundsvatn. Egill tók vel á því og fýsti Þorstein, að þeir létu hann þangað fara. Egill setti Þorgeir blund niður að Ánabrekku, en Steinar færði bústað sinn út yfir Langá og settist niður að Leirulæk. En Egill reið heim suður á Nes eftir þingið með flokk sinn, og skildust þeir feðgar með kærleik. |

### Norreno orientale

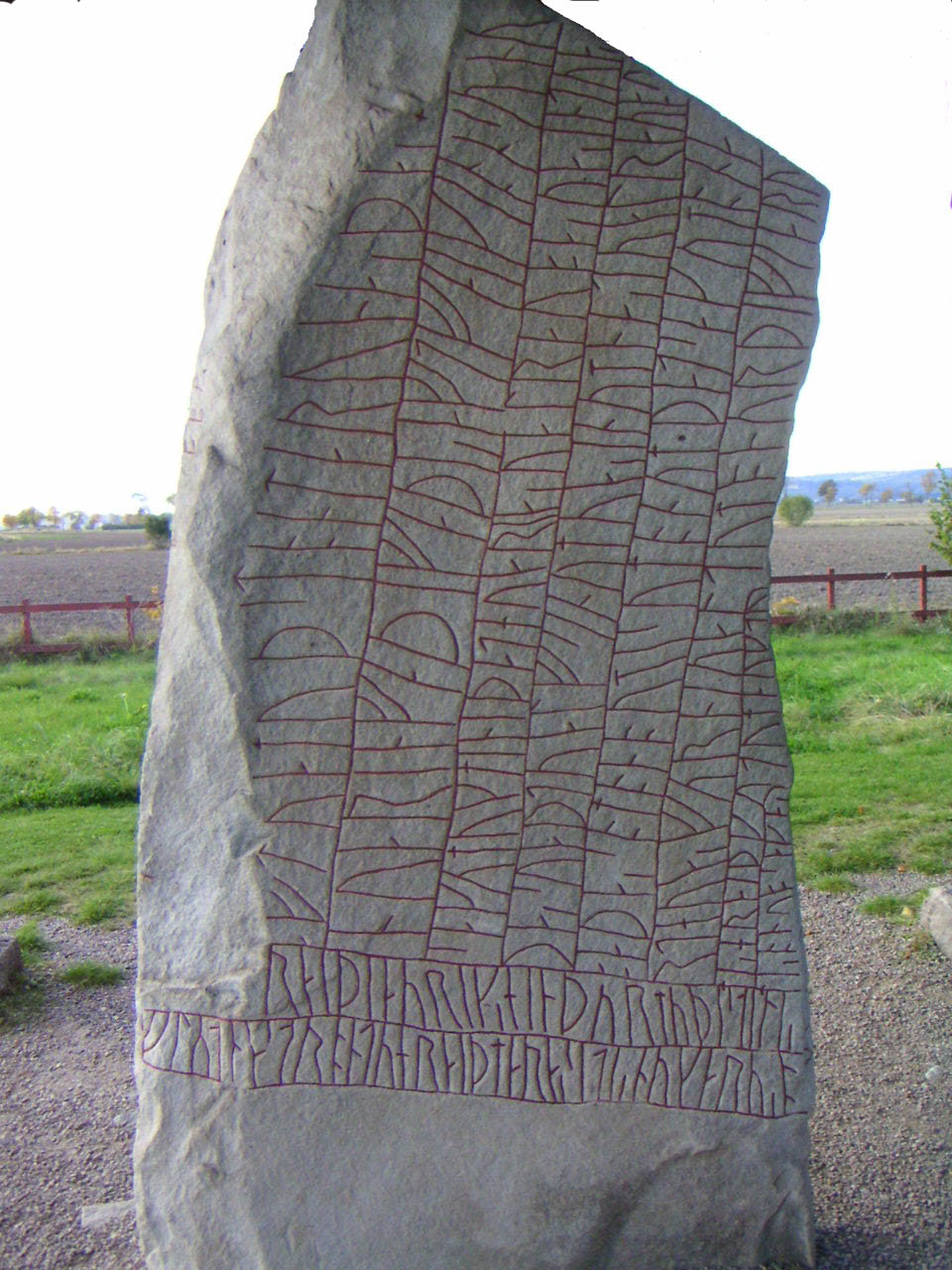
Pietra runica di Rök

Il norreno orientale, fra il IX e XI secolo, in Svezia era chiamato svedese runico e in Danimarca danese runico, ma l'uso di "svedese" e "danese" non dipende da ragioni linguistiche. La denominazione di runico è dovuta al fatto che i testi sono scritti con l'alfabeto runico - diversamente dal proto-norreno, che fu scritto in fuþark, che ha solo 16 lettere. Per il numero limitato di rune, quella per la vocale u fu usata anche per le vocali o, ø e y, e la runa per la i fu usata per la e.
Un cambiamento avvenuto nel dialetto orientale riguardò il cambio di æi (nell'occidentale ei) in e, come da stæin a sten. Questo si riflesse nelle iscrizioni runiche in cui la forma più antica è stain, mentre quella più tarda stin. Ci fu anche un cambio da au come in dauðr a ø, diventando døðr. Il cambiamento si vede nelle iscrizioni runiche ad esempio da tauþr a tuþr. In più il dittongo øy (dialetto occidentale ey) cambiò in ø, come nella parola per "isola".
Fino al XII secolo, il dialetto orientale era uniforme. Fu in Danimarca che avvennero le prime modifiche che avrebbero differenziato il danese antico dallo svedese antico, e queste innovazioni si diffusero in tutto il nord, dalla Zelanda alla Svealand.
Le vocali terminali -a, -o ed -e iniziarono a fondersi in -e. Nello stesso tempo, le consonanti occlusive sorde p, t e k divennero sonore e fricative. Possiamo notare questo cambiamento, per esempio, nella lingua danese in parole come kage, bide e gabe mentre lo svedese, per queste parole, mantiene ancora la forma più antica: kaka, bita e gapa.
In più, il danese perse l'accento tonale presente nei moderni svedese e norvegese, sostituendo l'accento grave con un colpo di glottide.

#### Esempio di testo
Questo è un estratto dal Västgötalagen. È il testo più vecchio sotto forma di manoscritto trovato in Svezia risalente al XIII secolo. È contemporaneo alla maggior parte della letteratura islandese. Il testo segna l'inizio dello svedese antico.

### Gutnico antico
La Gutasaga è il testo più lungo pervenutoci in gutnico antico. Fu scritto nel XIII secolo e parla della storia antica degli abitanti di Gotland. Questa parte parla dell'accordo tra i gotlandesi ed il re di Svezia stipulato prima del IX secolo:
Alcune caratteristiche importanti del gutnico antico si notano in questo testo. Innanzitutto, a differenza del norreno orientale coevo, tutti i dittonghi sono conservati. Secondo, il dittongo ai in aigu, þair e waita (e probabilmente in altre parole) non diventa ei come nel norreno occidentale eigu, þeir and veita.